# Chico y Chica
Chico y Chica es un dúo musical nacido en Bilbao (España) e integrado por José Luis Rebollo (alias Chico, Chencho Goñi, Chen LeBon, Rey Sakakarán Neroly, Madel o José Luis) y Alicia San Juan (alias Chica, Rosa de los Vientos, Rose Manfredi, Lady Eel o Alicia).
Desde su debut en 1996 se han caracterizado por su estilo de pop independiente y electropop. Las melodías y ritmos de sus discos son prioritariamente bailables, con letras ácidas, divertidas e irónicas y estribillos pegadizos.

## Biografía
Chico y Chica se conocieron en Bilbao a mediados de los años 90. Tras la autoedición de dos maquetas -Cancione's (1996) y Extra-You (1997)- participaron en la compilación Lujo y miseria (1997) editado por Acuarela y reeditado posteriormente por Austrohúngaro. En sus primeros años únicamente daban un concierto el día de Reyes en Bilbao, siendo el primero en 1996 y el último en 2001.

"La gente llama moderno a cualquier cosa. “La gente moderna”. Yo creo que la gente se tiene que esforzar con las definiciones un poco más. Es como cuando tú te cortas el pelo. A mí siempre me pasaba, la gente me decía: “Ay, te has cortado el pelo, pareces de los sesenta”. Y no tenía nada que ver, yo me cortaba el pelo y ya está. Estamos limitados en los modelos, en las referencias, no nos esforzamos demasiado, así que echamos mano de lo que está en el ambiente. Cuando algo no te encaja, no lo comprendes o te resulta llamativo, distinto o exótico dices: “Ay, qué moderno”. A nosotros ya nos han dicho más veces lo de “qué modernos, qué modernos”. Fíjate, yo que no me veo moderna. No tengo pelo de moderna".
Alicia San Juan, sobre Chico y Chica (2012) 

En 2000 se edita su primera referencia con Austrohúngaro, sello con el que han editado el resto de su discografía, No me preguntes la hora. Un CD-single con cinco canciones, descatalogado, en el que el tema que da título al single fue utilizado en la campaña de comunicación del festival Sónar de 2001. Fue la primera referencia que editó el sello creado por Manolo Martínez y Genís Segarra.

"Siempre han sido muy de apoyarnos, el primer single que publicó Austrohúngaro era nuestro. Pero no lo hemos hablado nunca, nos da como apuro comentarlo con ellos. También es bonito no hablar de ello y que sea algo que esté ahí, sin más".
Alicia San Juan, sobre No Me Preguntes La Hora (2016) 

Si (2001) es su primer disco de larga duración y contiene 11 canciones y un episodio no acreditado de la serie «4 en Alicante». Con un estilo musical predominantemente electropop, aunque también haya alguna concesión a la canción puramente acústica («Por qué la ha escogido»), las letras abordan historias cotidianas con humor estrafalario y anécdotas exageradas.

"El debut de Chico y Chica es un álbum de tecno pop divertido y sin pretensiones, que descubre el singular mundo de dos amigos con ganas de contar sus cosas, que puso en el mapa al dúo dándole un toque inédito a la escena independiente."
BDF, sobre Si (2010) 

En 2004 se publicó Status considerado uno de los discos de la década por la redacción del portal Jenesaispop que le otorgó la posición 91 de 100. Se presentó el 1 de junio en el Teatro Arriaga de Bilbao como paso previo a la gira de conciertos denominada «Sácate Partido». Con 13 canciones y un episodio de la serie «4 en Alicante» se grabó enteramente con ordenadores y sin instrumentos acústicos. En el libreto interior se incluye una historia, «Crisfer, el terror del Tupinamwa», protagonizada por Irina una mujer "que va a lo suyo en una isla amenaza por la presencia de un gran monstruo mitológico".

"Como en La naranja mecánica y de forma un poco sectaria, hordas de gente modificaban su vocabulario para pasar a citar constantemente frases de Chycha. ¿Cuántos grupos pueden presumir de que sus fans hablen como ellos?."
JeNeSaisPop, sobre Status (2010) 

En 2008 publicaron un EP, llamado Bomba latina, que incluía cuatro canciones y una quinta pista, de más de 22 minutos, que es un episodio de la serie «4 en Alicante». Dos de las canciones («Bomba latina» y «Tierras de Egipto») eran originales del grupo, la tercera («Liberty») era una canción que ya se conocía del serial «4 en Alicante» y la cuarta («Marionetas de pueblo») una versión de la canción «Puppet On A String» de Sandie Shaw.

"Nuestros discos son un rollo “work-in-progress”. Eso significa que puedes estar working pero a veces el progress no se manifiesta hasta el final. Por eso no sabemos cómo sonará ni cuándo saldrá. Las canciones que estamos haciendo son tipo Grace Jones pero podría producirse un giro inesperado hacia el estilo de Lordi o incluso hacia el típico sonido ibicenco de antes de los móviles."
Alicia San Juan, sobre Bomba Latina (2006) 

La joven investigadora (2011), un sencillo digital y EP, incluyó la versión de la canción «Indicios de arrepentimiento» de Carlos Berlanga que el grupo aportó al recopilatorio homenaje Viaje satélite alrededor de Carlos Berlanga publicado en 2010 por el sello El Volcán. Alcanzó el puesto 5 en la lista de ventas de iTunes España.

"José Luis y Alicia tienen la suerte de no haber dado un paso en falso, que por mucho que ellos digan que se ven lentos y pesados en la composición de nuevos temas, la publicación de singles como La joven investigadora, al igual que pasó con el anterior Bomba Latina, confirman que siguen por el buen camino, evolucionando, faltaría más, pero sin traicionarse a sí mismos."
Claudio M. de Prado, sobre La Joven Investigadora (2011) 

En 2012 se publicó Los estudiosos un disco que autodenominaron "formato álbum EMI tecnopop continental". Su presentación en Madrid, en la sala OchoyMedio, generó comentarios positivos. Posteriormente vio la luz, en formato digital, Rapsodia de Los estudiosos una revisión instrumental del álbum con nuevos arreglos y mezclas, los títulos en latín y la versión leída del relato «Crisfer en París». «Campanazo contra las cachapilmar» segunda parte del relato «Crisfer, el terror del Tupinamwa» publicado en el disco Status (2004).

"Este título nos pone en contacto con una de las cosas que más nos apasionan: las reuniones de estudiosos analizando un tema hasta agotarlo, agotarse y agotarnos (por ejemplo José Luis Garci con Qué grande es el cine o La Clave de José Luis Balbín)".
Chico y Chica, sobre Los Estudiosos (2012) 

La edición del sencillo en vinilo Findelmundo (2014), canción originalmente creada para el disco Status pero que no fue incluida, fue su primera colaboración para la serie «Golden Greats» de la discográfica. De este modo se homenajeaba el décimo aniversario del disco que el sello denominó "el disco de más éxito del catálogo de Austrohúngaro".

"Sabes lo que pasa, que por mucho que nos empeñemos en hacer un disco un poco más normalito y más estándar no nos sale. Igual es que no sabemos ni cantar ni tocar como los grupos normales y entonces nos agarramos a unos personajes, unas temáticas y unos métodos que nos hemos inventado para cubrir esas carencias. Si fuéramos unos músicos de tomo y lomo probablemente haríamos una música muchísimo más vulgar."
Alicia San Juan, en Mondosonoro (2013) 

En mayo de 2016 editaron Notario considerado un disco menos pop en formato de disco, con 15 temas, y libro de 68 páginas. Las canciones son nuevas versiones, despojadas de los ritmos y las sonoridades originales, de temas anteriores como «Vaquero», «Findelmundo» o «Tú, lo que tienes que hacer». El disco incluye la narración de «Raquel, la sensación de Calisto» una novela de ciencia ficción en siete capítulos que narra el diario de Raquel una funcionaria espacial.

"Si se puede hablar de grupos de culto españoles, ellos deberían encabezar dicha categoría. No los verá en los festivales —a veces porque ellos no quieren—, no los verá en televisión y apenas los escuchará en la radio. Aunque también es posible que si los escucha o los ve no acaben de fascinarle. Pero en caso de que sí, entonces no hay vuelta atrás, porque pocos, muy pocos artistas en castellano plasman con su música el júbilo, el puro y simple placer de estar vivo."
Rafa Cervera, sobre Chico y Chica (2016) 

A finales de 2017 salió a la venta el sencillo en vinilo «Un, Dos, Tres, Orgasmo» con un estilo similar al bolero tamizado por la electrónica. En la segunda cara incluye una versión de la canción «Chan-son Egocentrique» de Franco Battiatto.

"A algunos no les parece nada nunca suficiente, y menos en estos tiempos de inmediatez. No sabemos por qué les pasa eso. Pero también hay personas contentas de que publiquemos algo cada año. Este single no está planteado como el adelanto de algo más gordo. Aunque sí que nos gustaría que «Un, dos, tres, orgasmo» acabara formando parte de nuestro próximo álbum."
José Luis Rebollo, sobre Un, Dos, Tres, Orgasmo (2017) 

En la primavera de 2019 el grupo participó en el homenaje por el 30.º aniversario del disco Descanso dominical de Mecano haciendo una versión de «Fábula».

### 4 en Alicante
Además de las canciones una de las señas más características del grupo es que en sus discos, periódicamente, han incluido episodios hablados con un formato similar al radioteatro como la saga «Crisfer». Sin embargo su serial más exitoso ha sido «4 en Alicante». Interpretado por los miembros del grupo, junto a diferentes colaboradores como Juan Flahn, muestra la vida ficticia de un grupo musical de la ciudad de Alicante y las diversas peripecias que les suceden desde su debut en el mundo musical hasta el estrellato. Dado el número de personajes y tramas que aparecen en la serie su web oficial aloja una página web, una suerte de Wikipedia, que desarrolla y explica todos los aspectos del serial.

"Uy, nosotros no tenemos vocación masiva. 4 en Alicante es un reflejo de cosas que nos pasan, solo que ponemos a sus protagonistas en situaciones que nosotros no vivimos y que no nos tiene por qué interesar vivir. Como siempre pasaban tantas penurias, decidimos darles una alegría y concederles el éxito. Pero incluso con esa alegría hacen el ridículo también. Lo típico: les dan un premio y no saben qué decir. Es gente que está poco preparada para el éxito. A nosotros nos pasa parecido: si nos piden un autógrafo, no sabemos qué poner."
José Luis Rebollo, sobre 4 En Alicante (2012) 

En 2013 se publicó como un álbum digital independiente, llamado Arcoiris, con todo el contenido del serial sonoro e incluyendo canciones y sintonías. Se remasterizaron y restauraron los diferentes episodios alcanzando una duración total de casi 150 minutos. Llegó a entrar en la lista de ventas oficial de España, en la posición 80, tras su paso previo por iTunes.
- Capítulo II "Disgustos en bandeja" (2001) - Incluido en su disco Si.
- Capítulo IV "Decisiones imprevistas" (2002) - Disponible en mp3.
- Capítulo X "Puntualísimo" (2004) - Incluido en su disco Status.
- Capítulo VI "Saudades y terquedades" (2006) - Disponible en mp3.
- Capítulo VIII "Altos vuelos" (2007) - Incluido en su disco Bomba Latina.
- Capítulo XII "La espía búlgara" (2012) - Incluido en su disco Los Estudiosos.
- Capítulo 0 "Prolegomenon" (2013) - Incluido en el disco Arcoiris

## Discografía
- No me preguntes la hora (Austrohúngaro, 2000)
- Si (Austrohúngaro, 2001)
- Status (Austrohúngaro, 2004)
- Bomba latina (Austrohúngaro, 2008)
- La joven investigadora (Austrohúngaro, 2011)
- Los estudiosos (Austrohúngaro, 2012)
- Rapsodia de Los estudiosos (Austrohúngaro, 2012)
- Arcoiris (Austrohúngaro, 2013)
- Findelmundo (Austrohúngaro, 2014)
- Notario (Austrohúngaro, 2016)
- Un, dos, tres, orgasmo (Austrohúngaro, 2017)
- Senadora (Austrohúngaro, 2023)